# Паметник на благодарността (Варна)
Паметникът на благодарността е паметник на признателността на варненската еврейска общност към българския народ по повод 70-ата годишнина от спасяването на българските евреи по време на Втората световна война през 1943 г.
Спасените варненски евреи от този период са около 1300 души.
Паметникът е открит през 2013 г. в парковото пространство около Археологическия музей на Варна. Автор е скулпторът Людмил Блажев. Композицията се състои от нисък постамент, върху който стъпва скулптурна творба, представяща шофар – еврейски духов музикален инструмент, изработван от рог на овен.